# Ben Day
Benjamin ("Ben") Day (Corinda, 11 december 1978) is een Australisch voormalig wielrenner. 
In 2004 en 2005 reed hij voor het Belgische MrBookmaker.com. In 2003 reed hij voor het Portugese Carvalhelhos-Boavista. In dat jaar reed ook zijn landgenoot Simon Gerrans bij die ploeg. Day was vooral een goede tijdrijder. Zo werd hij in 2003 nationaal kampioen in die discipline.

## Belangrijkste overwinningen
2003
- Australisch kampioen tijdrijden, Elite

2004
- 5e etappe Tour Down Under
- Bergklassement Ronde van Groot-Brittannië

2005
- Sluitingsprijs Zwevezele

2006
- 6e etappe Herald Sun Tour

2007
- 4e etappe deel A Tour de Beauce
- Eindklassement Tour de Beauce

2009
- Eindklassement San Dimas Stage Race

2010
- Chrono Gatineau
- 4e etappe Tour de Beauce
- Eindklassement Tour de Beauce
- Eindklassement San Dimas Stage Race
- Eindklassement Redlands Bicycle Classic

2011
- 1e etappe San Dimas Stage Race
- Eindklassement San Dimas Stage Race

## Resultaten in voornaamste wedstrijden
| Jaar | Luik-Bast.‑Luik |  | WK op de weg |
| ---- | --------------- |  | ------------ |
| 2003 |                 |  | opgave       |
| 2005 | 75e             |  |              |

## Ploegen
- 2002-Ambra-Obuwie-SNC Odziez (tot 15/04)
- 2002-Matesica-Abóboda (vanaf 23/04 tot 31/10)
- 2003-Carvalhelhos-Boavista
- 2004-MrBookmaker.com-Palmans
- 2005-MrBookmaker.com-SportsTech
- 2006-Carvalhelhos-Boavista
- 2007-Navigators Insurance Cycling Team
- 2008-Toyota-United Pro Cycling Team
- 2009-Fly V Australia-Virgin Blue
- 2010-Fly V Australia
- 2011-Kenda presented by Gear Grinder
- 2012-UnitedHealthcare Pro Cycling Team
- 2013-UnitedHealthcare Pro Cycling Team
- 2014-UnitedHealthcare Professonial Cycling Team